# Chính sách thị thực của Micronesia

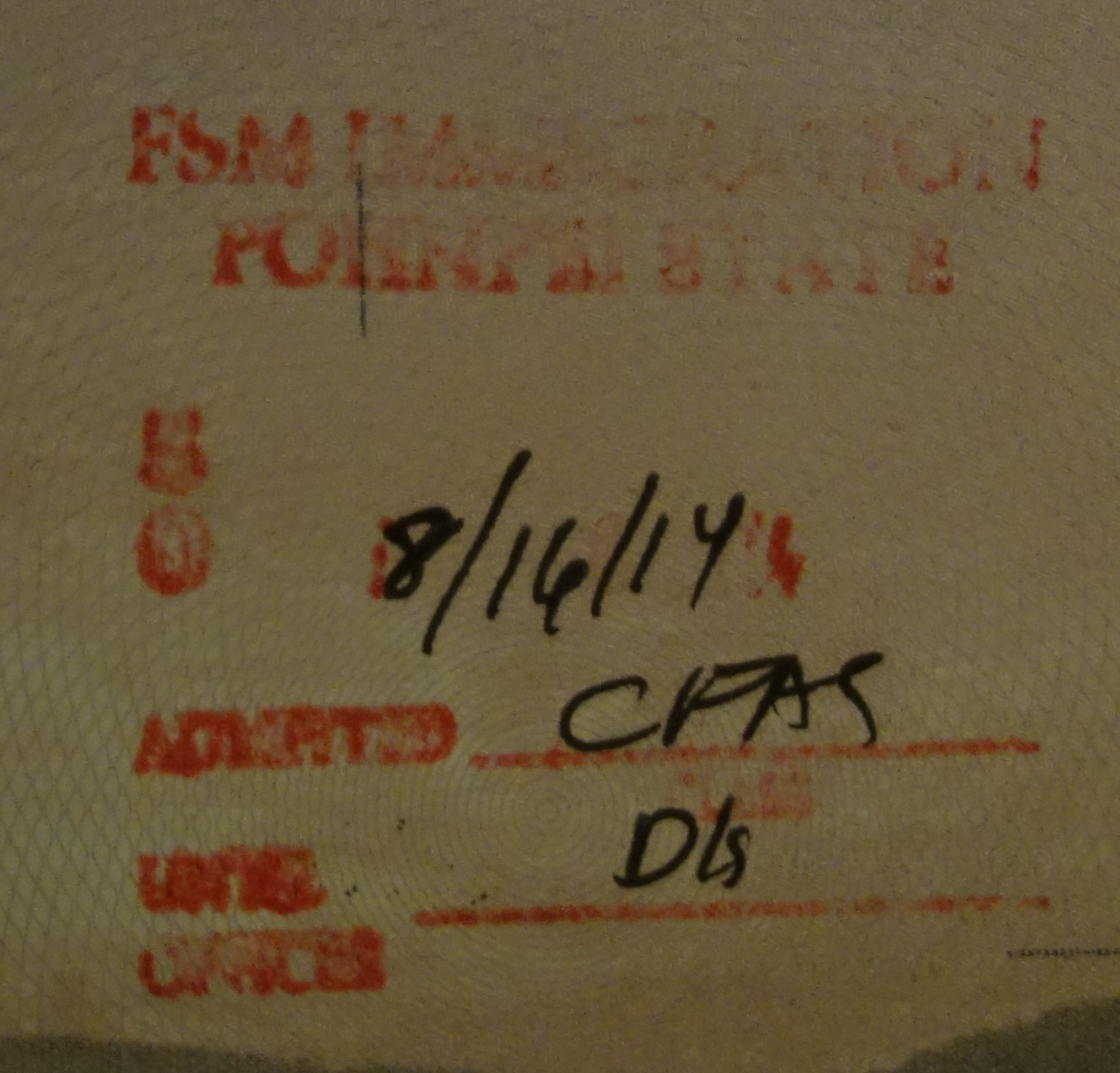
Dấu hộ chiếu Micronesia

Tất cả du khách đến Liên bang Micronesia phải có hộ chiếu hoặc các giấy tờ du hành khác được cấp bởi chính phủ quốc gia họ có quốc tịch. Giấy tờ này phải có hiệu lực ít nhất 120 ngày kể từ ngày nhập cảnh. Ngoại lệ của luật ngày là công dân của Liên bang Micronesia, Cộng hòa Palau, Quần đảo Marshall, hoặc Hoa Kỳ, họ có thể chứng minh quốc tịch bằng giấy khai sinh hoặc giấy phép nhập cảnh. Công dân của các quốc gia này cũng được cấp giấy phép nhập cảnh có hiệu lực lên đến 1 năm. Các quốc tịch khác có thể ở lại 30 ngày và gia hạn lên đến 60 ngày. Thuế xuất cảnh được áp dụng.
Micronesia ký thỏa thuận bãi bỏ thị thực song phương với Liên minh Châu Âu ngày 20 tháng 9 năm 2016. Thỏa thuận này cho phép công dân của tất cả các quốc gia có liên kết với khối Schengen ở lại lên đến 90 ngày trong mỗi chu kỳ 180 ngày.

## Bản đồ chính sách thị thực

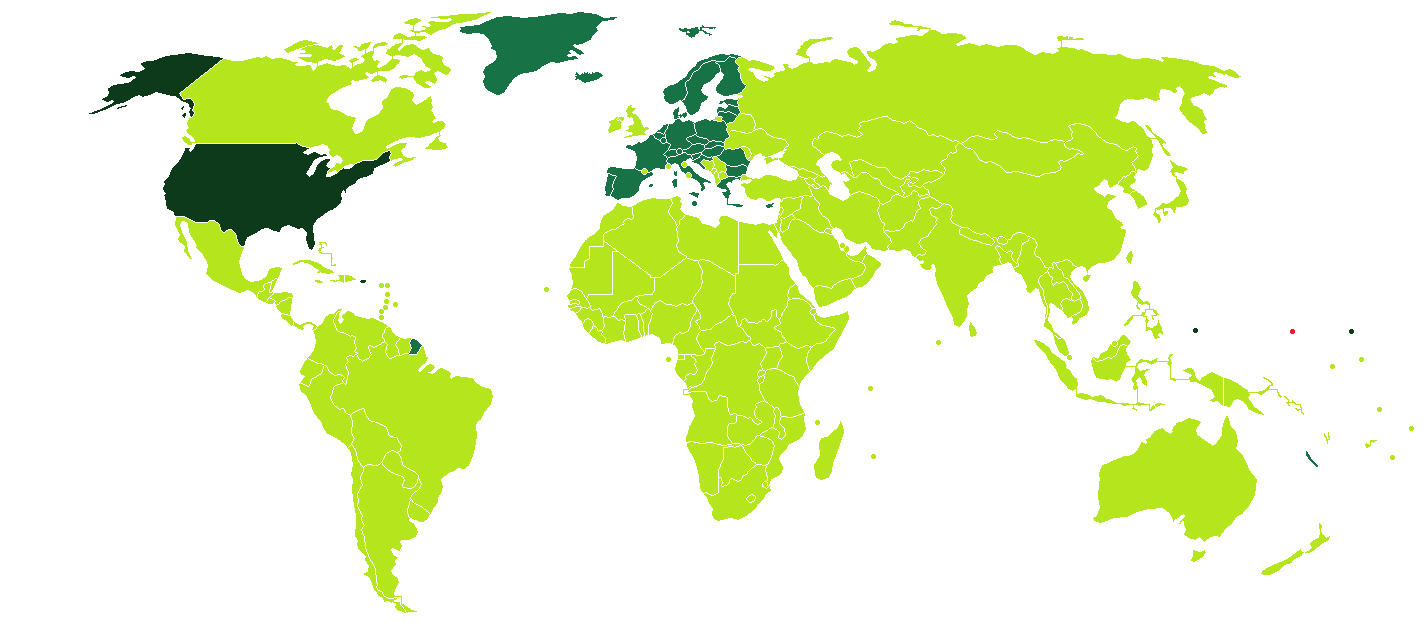
Chính sách thị thực Micronesia
F.S. Micronesia
Miễn thị thực (1 năm)
Miễn thị thực (90 ngày)
Miễn thị thực (30 ngày)

## Khoảng thời gian miễn thị thực
Công dân của tất cả các quốc gia sau có thể miễn thị thực đến Micronesia trong khoảng thời gian sau:
| 1 năm - Quần đảo Marshall - Palau - Hoa Kỳ 90 ngày trong mỗi chu kỳ 180 ngày - Tát cả các quốc gia Khối Schengen 30 ngày có thể gia hạn lên 60 ngày - Tất cả các quốc gia khác |

## Thống kê du khách
Hầu hết du khách đến Micronesia đều đến từ các quốc gia sau:
| Thứ hạng | Quốc gia hoặc vùng lãnh thổ | 2015   | 2014   | 2013   |
| -------- | --------------------------- | ------ | ------ | ------ |
| 1        | Hoa Kỳ                      | 6.671  | 7.953  | 7.967  |
| 2        | Philippines                 | 5.038  | 5.787  | 6.486  |
| 3        | Nhật Bản                    | 3.397  | 4.126  | 4.570  |
| 4        | Trung Quốc                  | 2.495  | 2.732  | 4.531  |
| 5        | Úc                          | 1.075  | 1.288  | 1.429  |
| 6        | New Zealand                 | 286    | 301    | 310    |
| 7        | Canada                      | 220    | 291    | 391    |
| 8        | Châu Á khác                 | 5.759  | 7.310  | 10.472 |
| 9        | Quần đảo Thái Bình Dương    | 2.839  | 2.747  | 2.584  |
| 10       | Châu Âu                     | 2.163  | 2.531  | 2.981  |
|          | Tổng                        | 30.240 | 35.440 | 42.109 |